# Sistema Mass Media
Sistema Mass Media (SMM; russisch Система Масс-медиа) umfasst die Medienbeteiligungen des russischen Sistema-Konzerns aus Moskau.

## Bereiche

### Bezahlfernsehen
Im Jahr 2003 wurde ein Anteil von 50 Prozent von Kosmos TV übernommen. Die restlichen 50 Prozent werden vom Russischen Television und Radio Broadcasting Network gehalten. Kosmos TV wurde 1991 als erster Bezahlfernsehsender in Moskau gegründet. Ende September 2004 hatte Kosmos TV schon über 38.000 Kunden.
Kosmos TV sendet 70 Fernsehsender in 12 Sprachen. Darüber hinaus wird auch Satelliten-Fernsehen angeboten.

### Werbung
Maxima Communication Group (russ. Максима) ist eine Werbeagentur in Moskau. Maxima CG besteht seit 1992.

### Presseerzeugnisse
Der Pressebereich umfasst die russischen Zeitungen Rossija, Metro, Smena und die älteste russische Literaturzeitschrift Literaturnaja gaseta, außerdem die Nachrichtenagentur Rosbalt. Damit werden über 17 Prozent des Zeitungsmarktes in Moskau beherrscht. Weltweit Beachtung fand Rosbalt durch die drohende Schließung der Nachrichtenseite durch die russische Zensurbehörde Roskomnadsor. Begründet wurde dies mit einer „obszönen Wortwahl“. Gegen diese Entscheidung kann noch Widerspruch eingelegt werden.[veraltet]

### Filmproduktionen
TV-Projekt

### Radiosender
Die Radiosender Radio Center und Moscow in the air gehören auch zu Sistema Mass Media.